# Juliet Marillier
Juliet Marillier (Dunedin, 27 de Julho de 1948) é uma escritora neozelandesa de fantasia, especialmente fantasia histórica.

## Biografia
Juliet nasceu na cidade de Dunedin, a segunda maior cidade da Ilha Sul da Nova Zelândia e a principal da região de Otago, em 1948. Cresceu ouvindo histórias e músicas da cultura Celta, tema que a fascina desde criança e que foi de grande influência em sua escrita.
Juliet ingressou na Universidade de Otago, onde se graduou com bacharelado em línguas e um em música. Foi professora de música no ensino médio por vários anos, além de cantora de ópera e regente de coral, até se aposentar e trabalhar como escritora por tempo integral nos últimos 15 anos. Em 2009, Juliet foi diagnosticada com um câncer de mama.
Mãe de duas filhas e de dois filhos, atualmente, Juliet mora em Swan Valley, nos arredores de Perth, na Austrália.

## Estilo
Diversos livros de Juliet Marillier são escritos em primeira pessoa sendo um dos seus pontos fortes. Utiliza-o de tal forma que envolve os seus leitores com os personagens principais. Também é conhecida pela capacidade de escrever sequências que podem ser lidas de forma independente.

## Prémios
| Ano  | Prêmio                  | Categoria                          | Livro                          |
| ---- | ----------------------- | ---------------------------------- | ------------------------------ |
| 2000 | Aurealis Awards         | Melhor livro de fantasia           | Son of the Shadows             |
| 2001 | Alex Awards             | Ficção Jovem/Adulto                | Daughter of the Forest         |
| 2005 | Aurealis Awards         | Melhor livro de fantasia           | Blade of Fortriu               |
| 2006 | Aurealis Awards         | Melhor livro de fantasia           | Wildwood Dancing               |
| 2008 | Sir Julius Vogel Awards | Melhor Ficção Jovem/Adulto         | Cybele's Secret                |
| 2009 | Beehive Book Award      | Ficção Jovem/Adulto                | Wildwood Dancing               |
| 2010 | Le Prix Imaginales      | Melhor livro traduzido             | Daughter of the Forest         |
| 2010 | Tin Duck Awards         | Melhor História Longa Profissional | Seer of Sevenwaters            |
| 2013 | Tin Duck Awards         | Ficção especulativa                | Shadowfell                     |
| 2014 | Sir Julius Vogel Awards | Melhor livro juvenil               | Raven Flight                   |
| 2014 | Sir Julius Vogel Awards | Melhor história curta              | "By Bone-Light" (Prickle Moon) |
| 2014 | Tin Duck Awards         | Melhor História Longa Profissional | Prickle Moon                   |
| 2015 | Aurealis Awards         | Melhor livro de fantasia           | Dreamer's Pool                 |
| 2015 | Sir Julius Vogel Awards | Melhor livro juvenil               | The Caller                     |